# Villarejo de la Peñuela
Villarejo de la Peñuela ist ein Ort und eine zentralspanische Gemeinde (municipio) mit nur noch 18 Einwohnern (Stand: 2024) im Norden der Provinz Cuenca in der Autonomen Region Kastilien-La Mancha. Villarejo de la Peñuela gehört zur Kulturlandschaft der Alcarria und der von einem anhaltenden Bevölkerungsschwund betroffenen Serranía Celtibérica.

## Lage und Klima
Villarejo de la Peñuela liegt auf der Westseite des Iberischen Gebirges in einer Höhe von ca. 945 m. Die Provinzhauptstadt Cuenca befindet sich gut 18 km (Fahrtstrecke) östlich. Das Klima im Winter ist gemäßigt, im Sommer dagegen warm bis heiß; der Regen (580 mm/Jahr) fallen – mit Ausnahme der nahezu regenlosen Sommermonate – verteilt übers ganze Jahr.

## Bevölkerungsentwicklung
| Jahr      | 1970 | 1981 | 1991 | 2001 | 2011 | 2021 |
| Einwohner | 92   | 64   | 44   | 32   | 25   | 23   |

Aufgrund der Mechanisierung der Landwirtschaft, der Aufgabe bäuerlicher Kleinbetriebe und des daraus resultierenden Verlusts von Arbeitsplätzen auf dem Lande ist die Einwohnerzahl der Gemeinde seit der Mitte des 20. Jahrhunderts stark rückläufig (Landflucht).

## Sehenswürdigkeiten

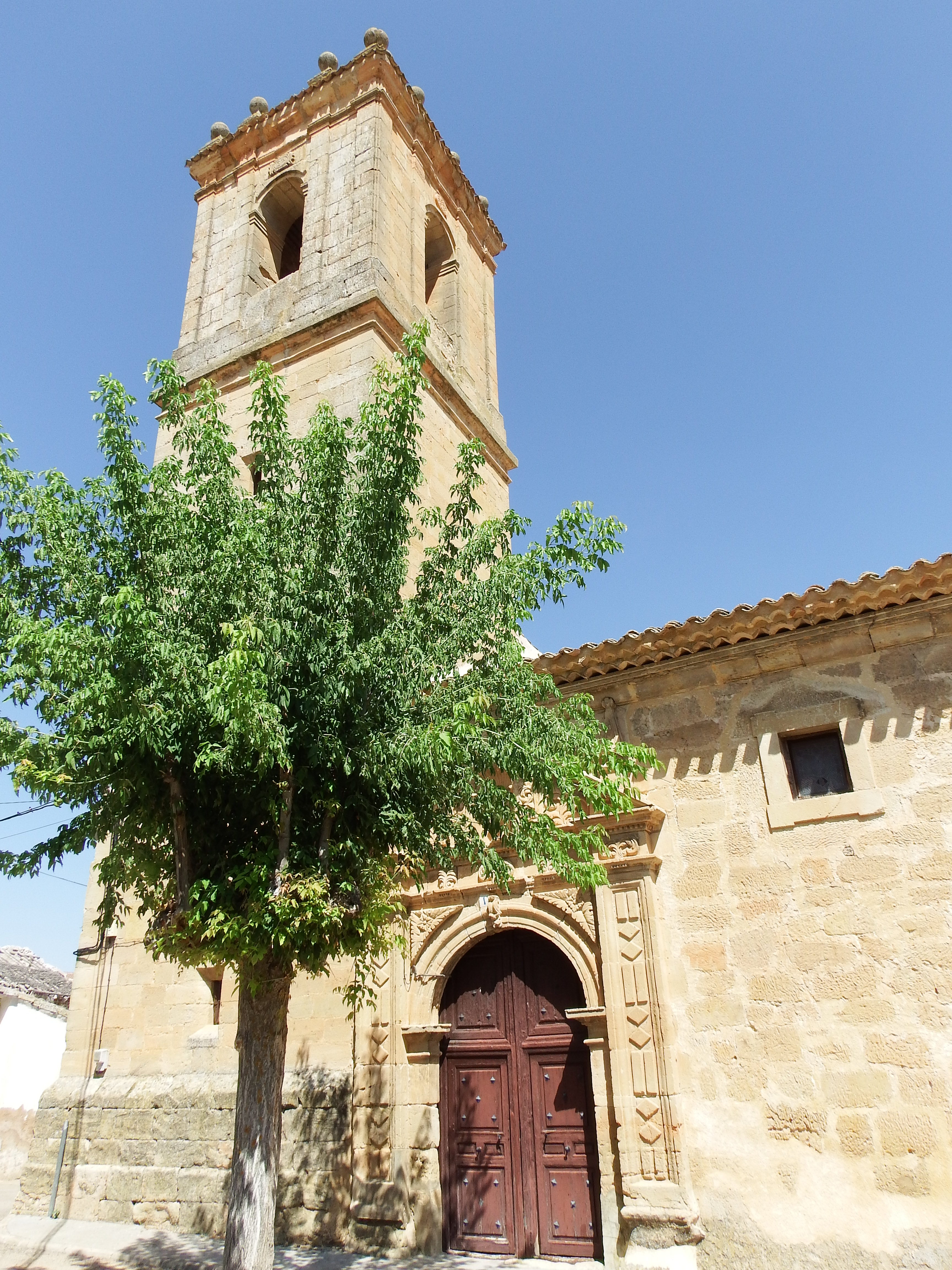
Bartholomäuskirche
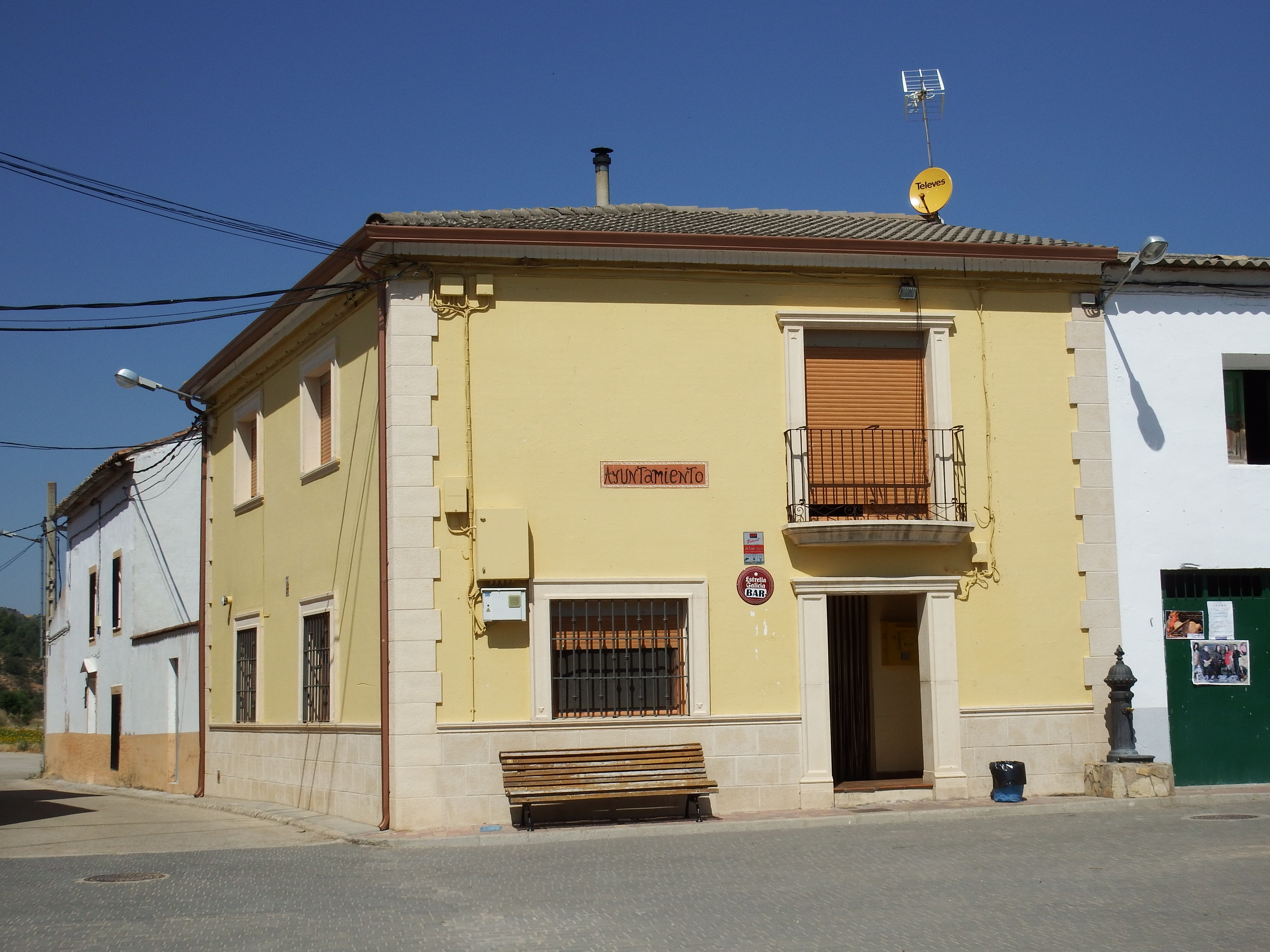
Rathaus

- Bartholomäuskirche
- Rathaus